# سام هارجريف
سام هارجريف هو مخرج وممثل أمريكي،  بدأ مسيرته الإخراجية في عام 2020 بفيلم إكستراكشن.

## روابط خارجية
- سام هارجريف على موقع IMDb (الإنجليزية)
- سام هارجريف على موقع ألو سيني (الفرنسية)
- سام هارجريف على موقع قاعدة بيانات الفيلم (الإنجليزية)